# Dominik Etlinger
Dominik Etlinger (Zagreb, 19 de febrero de 1992) es un deportista croata que compite en lucha grecorromana.
Ganó una medalla de bronce en los Juegos Europeos de Bakú 2015 y una medalla de bronce en el Campeonato Europeo de Lucha de 2019.

## Palmarés internacional
| Juegos Europeos    | Juegos Europeos    | Juegos Europeos   | Juegos Europeos |
| Año                | Lugar              | Medalla           | Categoría       |
| ------------------ | ------------------ | ----------------- | --------------- |
| 2015               | Bakú (Azerbaiyán)  | Medalla de bronce | 71 kg           |
| Campeonato Europeo |                    |                   |                 |
| Año                | Lugar              | Medalla           | Categoría       |
| 2019               | Bucarest (Rumania) | Medalla de bronce | 72 kg           |